# Buchada de bode
La Buchada de bode es un plato típico de la región Nordeste de Brasil donde es muy conocido, se elabora con las vísceras de la cabra (bode) lavadas, escaldadas, cortadas, especiadas y cocidas en el propio estómago del animal con un poco de zumo de limón. Se debe hacer destacar que el término "buchada de bode" es una invención de las regiones de sur y sudeste, no del nordeste; en estos lugares, cuando se menciona simplemente la palabra "buchada" se entiende que no está hecha con las vísceras de cualquier otro animal.
Este plato tiene forma de embutido que, al servir, se pica finamente y se deja reposar unas horas antes de ser servido.